# 오십천로
오십천로(Osipcheon-ro) 강원특별자치도 삼척시 성내동 도경교차로에서 삼척시 정라동 삼척교사거리를 이어주는 도로이다.

## 주요 경유지
강원특별자치도
- 삼척시 (성내동 . 정라동)

## 노선
| 이름           | 접속 노선                  | 소재지         | 소재지 | 소재지 | 비고 |
| -------------- | -------------------------- | -------------- | ------ | ------ | ---- |
| 도경 교차로    | 국도 제38호선 (강원남부로) | 강원특별자치도 | 삼척시 | 정라동 |      |
| 삼척 나들목    | 동해고속도로 제65호선      | 강원특별자치도 | 삼척시 | 정라동 |      |
| 성북삼거리     | 성당길                     | 강원특별자치도 | 삼척시 | 정라동 |      |
| 죽서루앞삼거리 | 성내길                     | 강원특별자치도 | 삼척시 | 정라동 |      |
| 의료원앞사거리 | 진주로                     | 강원특별자치도 | 삼척시 | 남양동 |      |
| 터미널앞사거리 | 중앙로                     | 강원특별자치도 | 삼척시 | 남양동 |      |
| 삼척교사거리   | 국도 제7호선 (동해대로)    | 강원특별자치도 | 삼척시 | 남양동 |      |

## 주요 건물 및 시설
- E1 삼척LPG충전소 (오십천로 91/등봉동 11-2)
- CU SK삼척IC점 (오십천로 101/등봉동 11-1)
- 쉐보레 삼척바로서비스 (오십천로 105/등봉동11-1)
- 서부초등학교 (오십천로 279/원당동 114)
- 강원특별자치도삼척의료원 (오십천로 418/남양동5-9)
- HD현대오일뱅크 남해토탈직영주유소 (오십천로 566/정상동 243-2)